# Li Hong
Li Hong (31 de maio de 1999) é uma jogadora de hóquei sobre a grama chinesa.

## Carreira
Em 2014, Li Hong foi membro da equipe chinesa sub-18 que ganhou o ouro nas Olimpíadas da Juventude de 2014 em Nanquim.
Hong foi membro da China Sub-21 de 2013 a 2016, representando a equipe pela primeira vez com apenas 13 anos de idade. Ela apareceu em duas Copas do Mundo Júnior da FIH, em 2013 e 2016. Após uma carreira júnior de sucesso, Li Hong estreou na seleção principal chinesa em 2016. Hong foi membro da equipe vencedora da medalha de bronze nos Jogos Asiáticos de 2018. Em 2019, Hong foi membro da equipe chinesa durante a temporada inaugural da FIH Pro League.
Nos Jogos Olímpicos de Verão de 2024, em Paris, conquistou a medalha de prata no torneio feminino do hóquei sobre a grama, após confronto na final contra a equipe holandesa por pênaltis.